# 直立两色乌头
直立两色乌头（学名：Aconitum alboviolaceum var. erectum）为毛茛科乌头属下的一个变种。

## 扩展阅读
- 維基物種上的相關：直立两色乌头